# (3083) OAFA
(3083) OAFA est un astéroïde de la ceinture principale.

## Description
(3083) OAFA est un astéroïde de la ceinture principale. Il fut découvert le 17 juin 1974 à El Leoncito par l'Observatoire Félix-Aguilar. Il présente une orbite caractérisée par un demi-grand axe de 2,28 UA, une excentricité de 0,15 et une inclinaison de 6,5° par rapport à l'écliptique. Il est nommé d'après l'observatoire Félix-Aguilar.

## Compléments